# Distrito de Anand
Anand (en guyaratí; આણંદ જિલ્લો ) es un distrito de India en el estado de Guyarat . Código ISO: IN.GJ.AN.
Comprende una superficie de 2 940 km².
El centro administrativo es la ciudad de Anand.

## Demografía
Según censo 2011 contaba con una población total de 2 090 276 habitantes.